# Jakub Lipsztat
Jakub Lipsztat (ur. 3 listopada 1875, zm. 1939 w Warszawie) – polski neurolog pochodzenia żydowskiego.

## Życiorys
Praktykował w Warszawie. Tytuł lekarza otrzymał 8 marca 1900 na Cesarskim Uniwersytecie Warszawskim. Od 1900 do 1914 pracował w Szpitalu na Czystem jako asystent, udzielał się także w poliklinice Samuela Goldflama i Bernsteina. Brał udział w spotkaniach Warszawskiego Towarzystwa Neurologicznego. Należał do towarzystwa B’nai B’rith i do Towarzystwa Opieki nad Ubogimi, Nerwowo i Umysłowo Chorymi Żydami. Mieszkał przy placu Żelaznej Bramy 1
Według Hermana podczas II wojny światowej został przesiedlony do getta warszawskiego, gdzie popełnił samobójstwo. Według nowszych ustaleń popełnił samobójstwo na początku okupacji.
W 1922 ukazała się jego praca Przypadek umiejscowionego pocenia się podczas jedzenia, stanowiąca jeden z najwcześniejszych opisów zespołu neurologicznego znanego dziś jako zespół Łucji Frey.

## Prace
- W sprawie stosunku niektórych lekarzy szpitalnych do chorych. Krytyka Lekarska 6, 9, ss. 190–192, 1902
- W sprawie działania ubocznego dioksydiamido-arsenobenzolu Ehrlicha-Hata (Salvarsanu). Medycyna i Kronika Lekarska 46, 27, ss. 666–675, 1911
- Neurol. polska 2, s. 98, 1911
- Przypadek zatoru aorty brzusznej. Medycyna i Kronika Lekarska 47, 7, ss. 128–132, 1912
- W sprawie leczenia ostrego gośćca stawowego wstrzyknięciami roztworu salicylanu sodu. Medycyna i Kronika Lekarska 47, 50, ss. 991–997, 1912
- Goldberg J, Lipsztat J. Dwa przypadki choroby Morgagni-Stokes-Adamsa, jeden na tle bloku serca, a drugi na tle bloku i rozkojarzenia czynności komór i przedsionków. Gazeta Lekarska 49, 29, ss. 846–850, 1914
- Przypadek umiejscowionego pocenia się podczas jedzenia. Neurologia Polska 6, ss. 383-396, 1922